# Smaltimento dei rifiuti nell'antica Roma
Lo smaltimento dei rifiuti nell'antica Roma dalle fonti non sembra costituire un problema di primo piano per i governi degli inizi dell'età repubblicana. I rifiuti in genere non si accumulavano in discariche poiché si cercava di riciclare ogni tipo di materiale di scarto: gli alimenti non consumati servivano da mangime per gli animali, le ceneri usate per il lavaggio dei tessuti, gli escrementi utilizzati come letame e gli oggetti di metallo recuperati per essere riforgiati.
Ma a mano a mano che la città si avviava a divenire una metropoli, che in epoca imperiale arriverà a contenere più di un milione di abitanti, la necessità della raccolta dei rifiuti divenne invece sempre più importante. Rivelatore di questo problema era ad esempio il Mons Testaceus (Monte Testaccio), un monte artificiale, alto circa trenta metri, con una circonferenza di un chilometro e una superficie di circa 20.000 metri quadrati, formatosi con l'accumularsi dei cocci delle anfore sbarcate nel porto fluviale dell'Emporium e immagazzinate nei vicini horrea. Le anfore scaricate e vuotate del contenuto venivano poi quasi totalmente eliminate e ciò che restava veniva riusato nelle attività commerciali o nell'edilizia. 

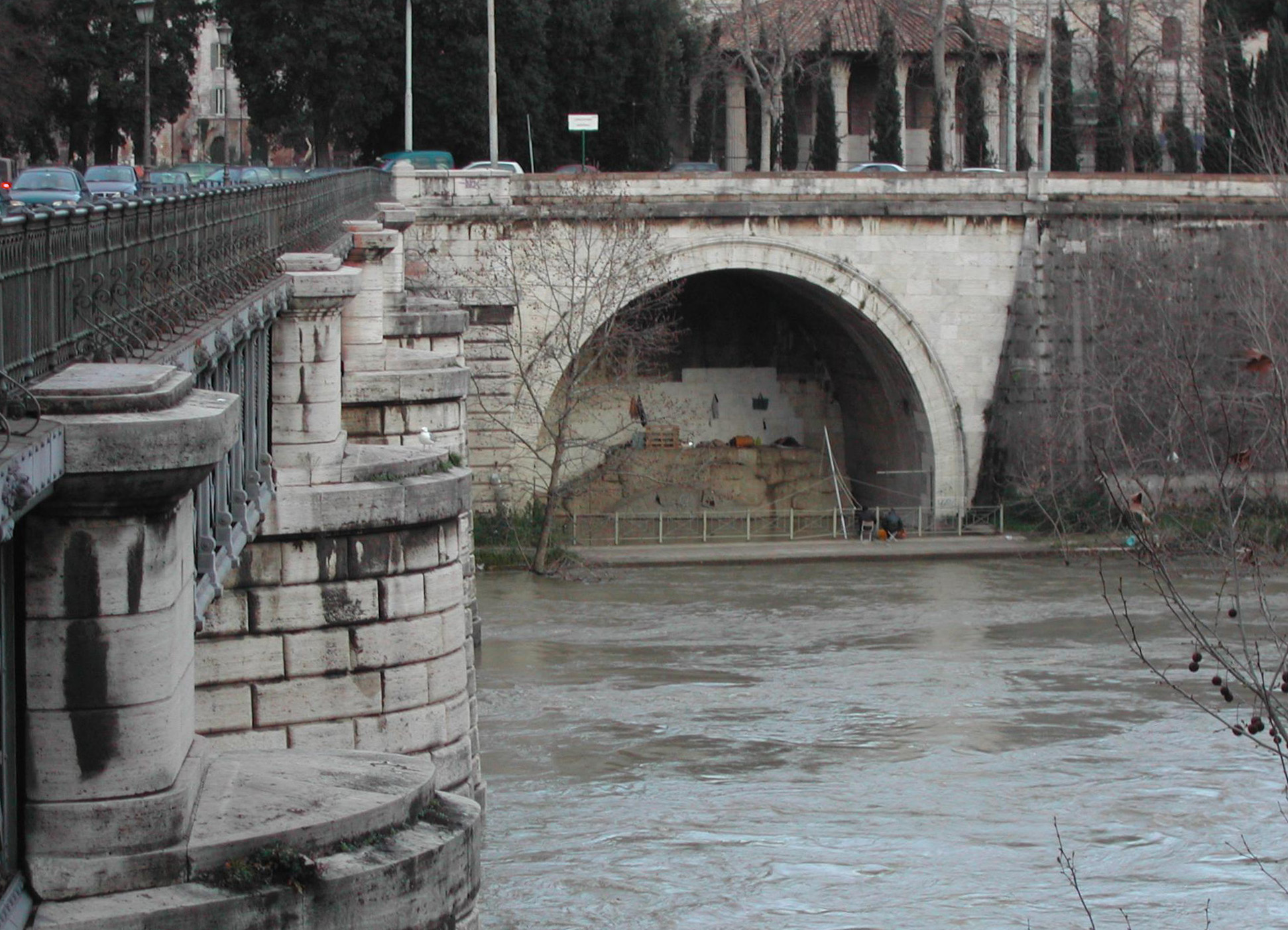
La Cloaca Maxima

Un sussidio alla eliminazione dei rifiuti era dato dalla rete di cloache che, tramite l'acqua in eccesso proveniente dagli acquedotti, permetteva di scaricarli nel Tevere, che di solito veniva usato per buttarvi direttamente ogni genere di rifiuti (persino cadaveri di imperatori come Elagabalo ). Le fognature iniziate nel VI secolo a.C. vennero potenziate dalla costruzione della Cloaca Maxima che però venne prevalentemente usata non per la pulizia della città, ma per gli scarichi delle latrine pubbliche e di quelli dei ricchi proprietari delle domus o dei facoltosi affittuari dei pianterreni delle insulae che invece nei piani alti erano privi di acqua.  Accadeva così che rifiuti d'ogni tipo venissero nottetempo semplicemente gettati dalle finestre in strada senza curarsi della pulizia o degli incidenti che potevano capitare a chi passasse: come era forse accaduto a Giovenale che consigliava di fare testamento prima di uscire di notte perché «...ti minacciano di morte tutte le finestre che si aprono.» . Questa pessima abitudine era così difficile da far perdere ai Romani che nel II secolo Papiniano scriveva che occorreva pulire le strade per riportarle al loro reale livello liberandole dai cumuli d'immondizia che si erano nel tempo sovrapposti sul manto stradale .
A Roma quindi mancava un'organizzazione per la raccolta pubblica dei rifiuti la cui pulizia era affidata ai privati che, per non essere multati dagli edili, dovevano provvedere a che le case fossero servite dagli aquarii (portatori d'acqua), come prescritto dai pompieri, e dai zetarii (spazzini), schiavi che costituivano una proprietà indivisa con lo stesso edificio. 

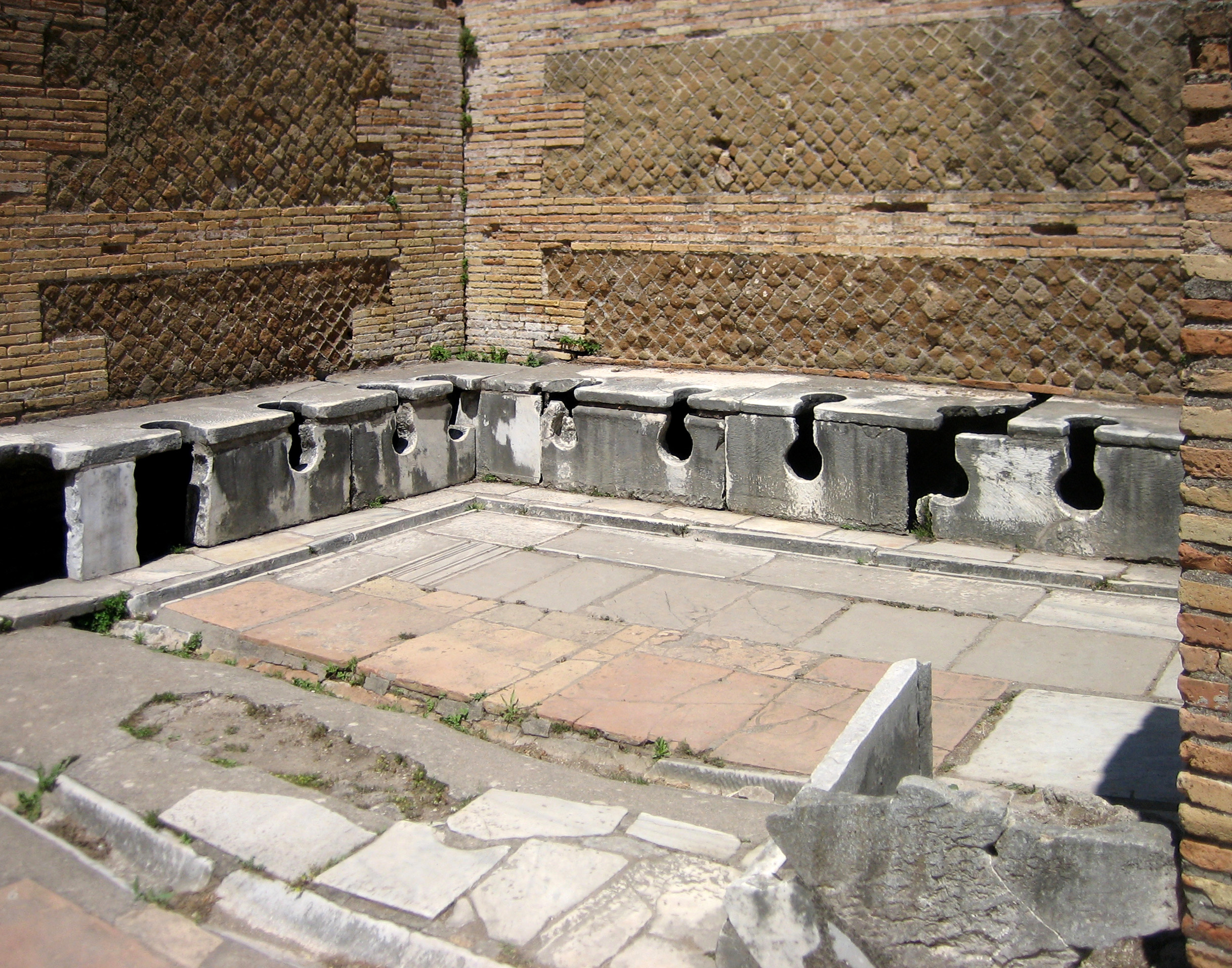
Una latrina pubblica romana (Ostia)

Ma l'igiene della città e dei suoi abitanti non dovette molto migliorare se si sentì la necessità di stabilire con un'apposita legge  il divieto di gettare rifiuti in strada e di bandire una gara d'appalto per la pulizia delle strade per la quale i privati e l'amministrazione pubblica si sarebbero divisi le spese.
Nel 20 a.C. fu stabilito per legge  che i bottegai e i proprietari di case dovessero pulire la strada e i muri davanti alle porte dei loro locali e agli ediles, cui era affidata la cura della città, vennero affiancati quattro magistrati, i curatores viarum , due per il centro della città e due per le periferie, per la manutenzione e la pulizia delle vie. Furono poi creati dall'amministrazione pubblica degli «addetti al letame», gli stercorarii, incaricati di raccogliere gli escrementi su grossi carri detti plostra stercoraria  i quali, a differenza di altri a cui era vietato, avevano il permesso di transitare anche durante le prime dieci ore del giorno per portare i rifiuti organici in campagna dove sarebbero stati utilizzati come concime 
L'imperatore Vespasiano - che aveva avuto la macabra conferma di come nelle strade di Roma venissero abbandonati come rifiuti persino cadaveri quando un cane randagio gli portò una mano umana nella sala dove stava cenando  - cercò di risolvere in parte il problema facendo installare numerose latrinae publicae  dalle quali poteva essere prelevata, col pagamento di una tassa , l'urina che i "fullones" usavano per la lavorazione della lana grezza. 
Le strade di Roma continuarono tuttavia ad essere ingombre di rifiuti se nel Digesto di Giustiniano del VI secolo ancora si prescriveva che «nulla deve tenersi esposto dinanzi alle officine e finalmente non si permetta che nelle strade sia gettato sterco, cadaveri o pelli di animali» 